# Viffort
Viffort település Franciaországban, Aisne megyében. Lakosainak száma 314 fő (2022. január 1.). Viffort Montfaucon, Montlevon, Nesles-la-Montagne, Rozoy-Bellevalle és Dhuys-et-Morin-en-Brie községekkel határos.

## Népesség
A település népessége az elmúlt években az alábbi módon változott:
| Lakosok száma | 207  | 207  | 236  | 280  | 327  | 325  | 320  | 313  | 313  | 314  |
|               | 1968 | 1982 | 1990 | 2006 | 2013 | 2015 | 2017 | 2019 | 2020 | 2022 |